# 黃文仲 (越南)
黃文仲（1912年—？），越南政治人物。1950年出任越南國阮攀龍政府的政府祕書長。

## 生平
黃文仲是交趾支那人，出生於1912年。
1934年，黃文仲成爲見習修士，在河內加入道明會。幾年後放棄修行，開始從商，先後在圖盧茲和西貢經商。1941年至1942年，在圖盧茲任公務員。1945年7月，被日本人逮捕，8月，被越盟投入監獄，12月重獲自由。
黃文仲是1949年9月越南民衆聯團（Việt Nam Dân Chúng Liên Đoàn，簡稱Việt Đoàn）的創始黨員之一。同年12月，在順化上訴法院擔任行政職務。
1950年，越南國總理阮攀龍組建內閣，黃文仲出任政府祕書長。

### 引用
1. 1 2 3 4 5 6 7  Best 2003，第310頁.
2. ↑  Đinh Thị Thu Cúc 2017，第332頁.
3. ↑  Đoàn Thêm 1966，第65-66頁.

### 來源
- Đinh Thị Thu Cúc. . 河内: Nhà xuất bản Khoa học Xã hội. 2017 （越南语）.
- Đoàn Thêm. . 1966  [2022-09-19]. （原始内容存档于2022-07-15） （越南语）.
- Best, Antony. . Univetsity Publications of America. 2003  [2022-09-30]. ISBN 9781556557682. （原始内容存档于2022-09-30） （英语）.